# Renaud Lecadre
Pour les articles homonymes, voir Lecadre.
Renaud Lecadre est un journaliste d'investigation français, spécialiste des affaires économiques et financières du journal Libération.

## Biographie
Avec Ghislaine Ottenheimer, il est l'auteur du livre Les Frères invisibles, paru en 2001 chez Albin Michel et qui connait un certain écho dans les médias,.
En 2003, à la suite d'une plainte, Ghislaine Ottenheimer, Renaud Lecadre et leur éditeur sont condamnés par La cour d'appel de Paris à payer solidairement cinq mille euros de dommages-intérêts pour diffamation envers le grand maître de la Grande loge nationale de France (GLNF), le président de la chambre régionale des comptes de Provence-Alpes-Côte d'Azur.

## Ouvrages
- avec Ghislaine Ottenheimer, Les Frères invisibles, Paris, Albin Michel, 2001.  (ISBN 2-226-12579-5) [1],[2]
- avec Nathalie Raulin, Vincent Bolloré : Enquête sur un capitaliste au-dessus de tout soupçon, Paris, Denoël, 2000.  (ISBN 2-207-24946-8) [4]
- avec Roger Faligot, Jean Guisnel, Rémi Kauffer, François Malye, Martine Orange et Francis Zamponi, Histoire secrète de la Ve République, Éditions La Découverte, Paris, 2006.  (ISBN 978-2-298-00370-3)
- Les Super Bonus du foot, Presse de la cité, avril 2010  (ISBN 2258084210)